# Gabela
Gabela este un oraș în Angola. A fost creat cu numele de N'Guebela la 28 septembrie 1907.